# توم سميث (لاعب اتحاد الرغبي بريطاني)
توم سميث (بالإنجليزية: Tom Smith)‏ هو لاعب اتحاد الرغبي بريطاني، ولد في 14 ديسمبر 1985 في برستل في المملكة المتحدة.